# Templo de Reno (Nevada)
El Templo de Reno es uno de los templos construidos y operados por la Iglesia de Jesucristo de los Santos de los Últimos Días, el número 81 construido por la iglesia y el segundo templo SUD construido en el estado de Nevada, en un suburbio en el extremo este de la ciudad de Reno. Antes de la construcción del templo de Reno, los fieles de la iglesia SUD asistían al Templo de Las Vegas para sus ordenanzas religiosas, incluyendo el matrimonio eterno.

## Historia
La región donde se asienta la ciudad de Reno formaba parte del territorio de Utah creado por el entonces presidente estadounidense Millard Fillmore. Como tal, los pioneros mormones bajo dirección de Brigham Young colonizaron la región circunvecina en 1847 por fieles provenientes De Yerba Buena. La mayoría de las colonias fueron establecidas en el sur del estado en las inmediaciones de Las Vegas mientras que la primera estaca en Reno fue organizada en 1941.

## Construcción
La Primera Presidencia de la Iglesia de Jesucristo de los Santos de los Últimos Días anunció el 19 de abril de 1999 los planes de construir un segundo templo en Nevada, mediante una carta dirigida a las autoridades generales del área. El templo sería construido con el mismo diseño de los templos de menores proporciones anunciados por la iglesia en 1998. Fue el número 26 de los templos de menor tamaño construidos por la iglesia en comunidades con menor número de fieles para poder acercar las ceremonias eclesiásticas del templo a estas comunidades. La ceremonia de la primera palada y la dedicación del terreno tuvieron lugar el 24 de julio de 1999, el 152.º aniversario de la llegada de los pioneros mormones al territorio de Utah, presidida por las autoridades generales de la región. La ceremonia, incluye una oración y discursos relacionados al templo y la organización restauracionista en la región.
El templo de Reno tiene un total de 10 852 pies cuadrados (1008,2 m²) de construcción, contando con dos salones para realizar las ordenanzas y tres salones de sellamientos matrimoniales. La arquitectura exterior es una adaptación moderna de un diseño clásico de un pináculo construido con granito extraído de una cantera en el Condado de Windsor, estado de Vermont, próxima a Sharon, la localidad donde nació Joseph Smith, fundador de la Iglesia de Jesucristo de los Santos de los Últimos Días.
Con nueve meses de obras, es el templo de mayor velocidad de construcción después del Templo de Monticello (Utah) que duró 8 meses y 22 días. Desde su anuncio en 1999 hasta su dedicación habían pasado un año, también uno de los templos SUD en completarse con mayor velocidad y con menores interrupciones a nivel mundial.

## Dedicación
El templo de la ciudad de Reno fue dedicado para sus actividades eclesiásticas en cuatro sesiones, el 23 de abril de 2000, por Thomas S. Monson. El mismo día fue dedicado el Templo de Memphis (Tennessee). Duró 9 meses entre la ceremonia de la primera palada y su dedicación, uno de los templos de menor duración en su construcción. Antes de su dedicación, del 8 al 15 de abril de ese mismo año, la iglesia permitió un recorrido público de las instalaciones y del interior del templo al que asistieron más de 38.000 visitantes. Unos 7.774 miembros de la iglesia e invitados asistieron a la ceremonia de dedicación, que incluye una oración dedicatoria. 
El templo, por su cercanía a las comunidades, presta servicio a los miembros de la Iglesia provenientes del resto del Condado de Washoe (Nevada), así como de Carson City, Fallon y otras ciudades del Condado de Churchill. Fieles de otras comunidades al nordeste de California también suelen asistir al templo de Reno.